# История оружия
История оружия
Человечество использовало оружие с древних времен. Первыми видами оружия были палка и камень. С самого начала основным назначением оружия была в первую очередь защита от хищников, а потом — охота. Но потом оружие стало использоваться и в военных целях.
Для каждого исторического периода были характерны свои типы оружия. При этом оружие эволюционировало вместе с эволюцией общества. Более того, эволюция оружия практически всегда есть один из аспектов эволюции общества в целом.

### Первобытные общества

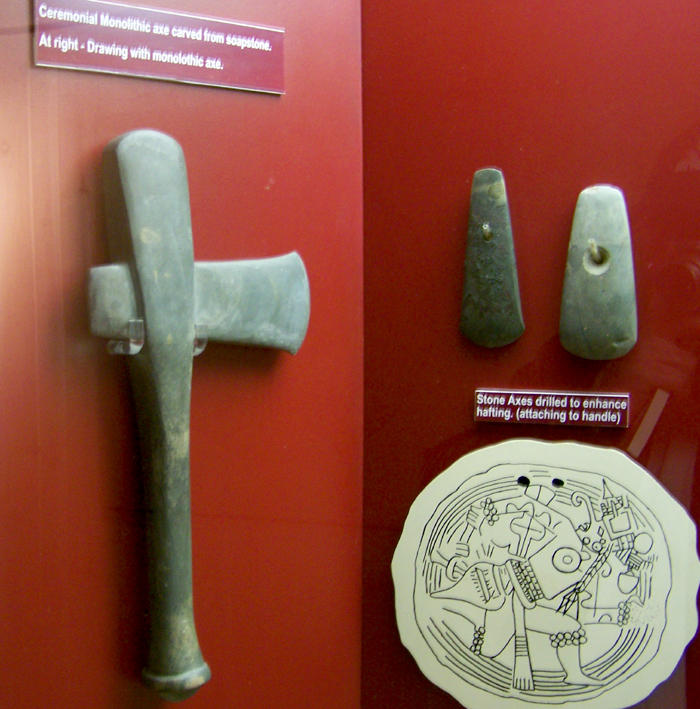
Монолитный каменный топор миссисипской культуры

Простейшие виды оружия наблюдаются у шимпанзе, что позволяет приверженцам теории эволюции человека от высших приматов предположить использование оружия ранними гоминидами ещё пять миллионов лет назад. Это были дубинки, примитивные копья и необработанные камни. Однако характер подобных ранних форм оружия не позволяет найти какие-либо однозначные археологические свидетельства его применения (собственно, ранние гоминиды вполне могли использовать разнообразное примитивное оружие).
Известны археологические находки копий, возраст которых составляет более 300 тысяч лет, а также наконечники для стрел, которые нашли в 2012 году близ немецкого города Шёнингена. Относящиеся к раннему палеолиту Шёнингенские копья считаются древнейшим известным холодным оружием людей.
Позже появилось каменное оружие. В различных регионах мира были найдены многочисленные каменные топоры, каменные наконечники стрел и копий. В то же время использовалось и оружие из дерева (например, палицы), а также костяное оружие.

## Древний мир
В начале этого периода(см. Бронзовый век) было характерно использование бронзового оружия. Появились различные бронзовые мечи и щиты (у древних эллинов и египтян).
Затем (см. Железный век) оружие стали изготавливать из железа.
В целом, оружие древнего мира делилось на оружие ближнего боя (мечи, секиры, копья) и метательное оружие (луки, рогатки, пращи, дротики).
В этот период, кроме ручного оружия стали использовать и различные осадные машины (баллисты, катапульты, тараны). В частности вместе с баллистами появились и первые арбалеты.

## Средние века

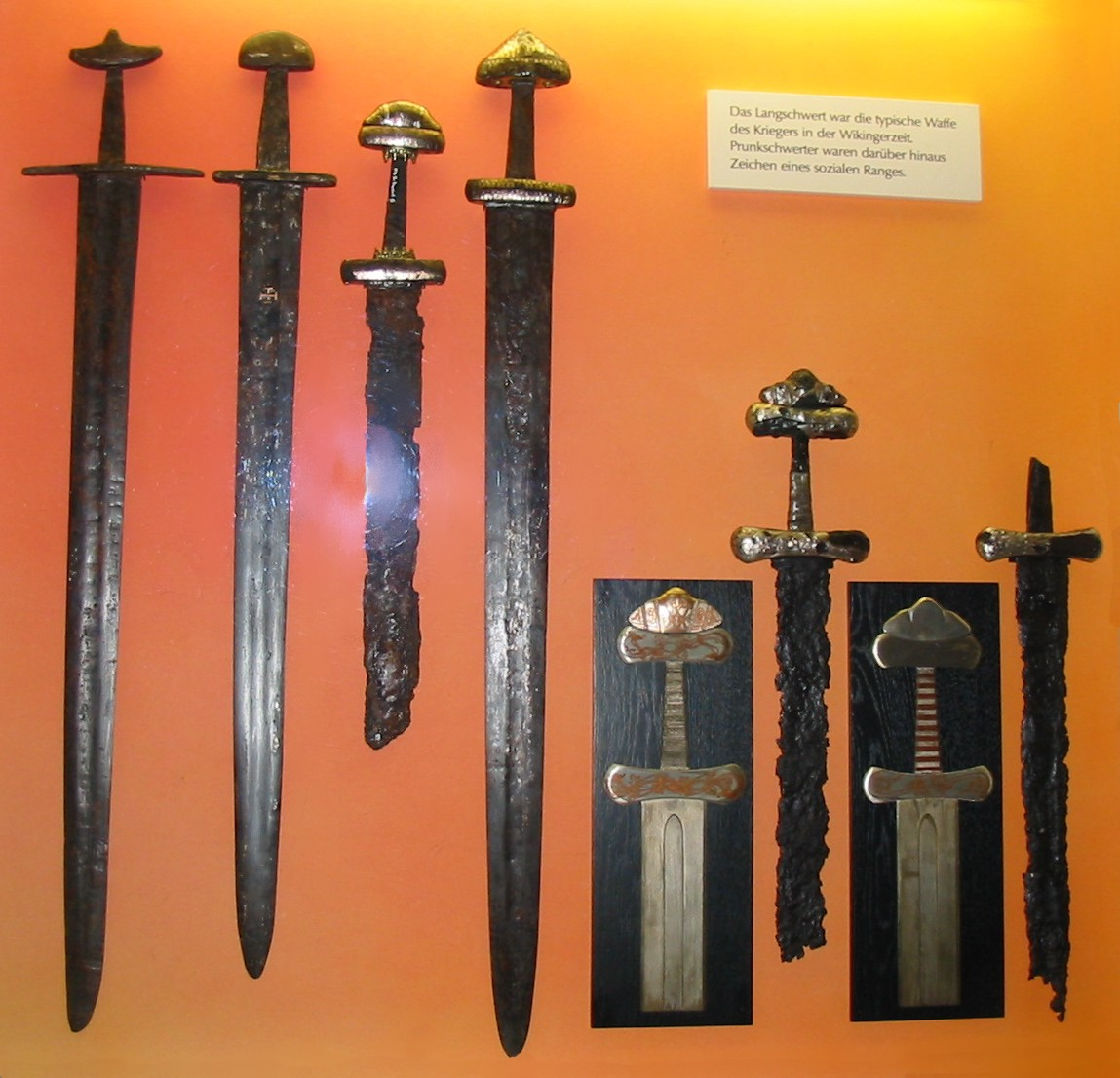
Мечи викингов из музея в Германии

Вначале средневековое оружие не сильно отличалось от оружия предыдущего периода. Ещё в конце эпохи Древнего мира появились тяжеловооружённые катафрактарии, ставшие прообразом тяжеловооружённых рыцарей классического средневековья и соответственно понадобилось оружие, способное бороться с ними. Поэтому конец средних веков ознаменовался появлением огнестрельного оружия. Основными типами оружия в этот период были: холодное оружие ближнего боя, метательное оружие, а также огнестрельное и осадное оружие. Из холодного оружия наиболее распространены были мечи, кинжалы и боевые пики (собственно, средневековые пики — прямые потомки македонских сарисс).
Кроме того, появляются различные сабли, шпаги, рапиры и т. п. Из метательного оружия также были распространены луки и арбалеты. Но вот пращи нашли боевое применение только как компактное метательное оружие, в ситуациях, когда компактность важнее дальности прицельной стрельбы. К огнестрельному оружию, появившемуся в тот период, можно отнести мушкеты, аркебузы, пищали, а также пушки и бомбарды. В арсенале осадного оружия тогда были как те же баллисты, катапульты, тараны, требушеты, так и первые образцы осадной артиллерии (в частности те же бомбарды). При этом процесс вытеснения осадного метательного оружия оружием осадной артиллерии уже набирает ход.

## Новое время

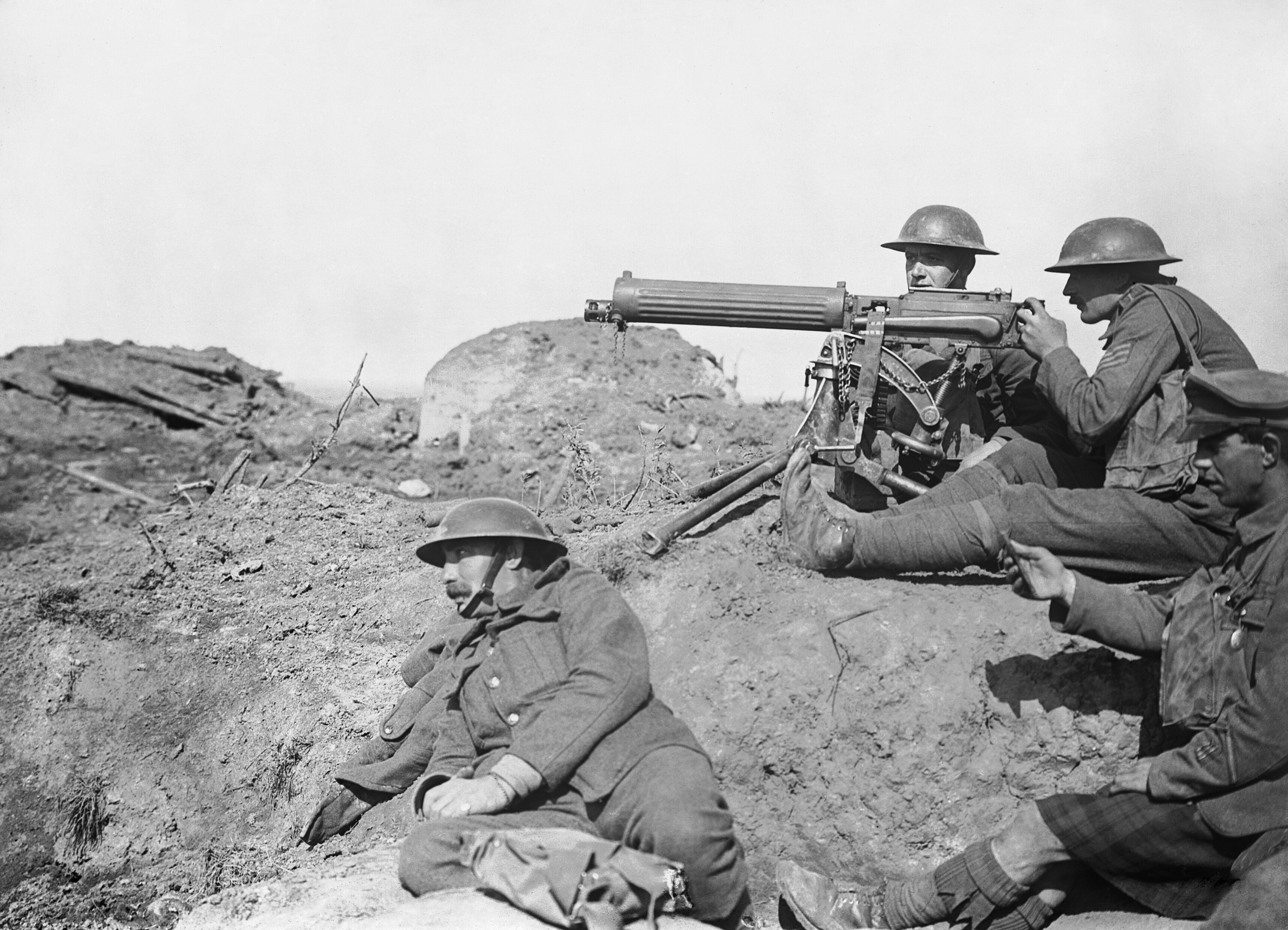
Британский пулемёт Виккерс на Западном фронте

В тот период огнестрельное оружие активно совершенствуется и оно полностью вытесняет метательное оружие. Происходит окончательное разделение огнестрельного оружия на ручное оружие и артиллерию.
Во времена наполеоновских войн серьёзных изменений в вооружении не происходит. Но позднее Гражданская война в США дала толчок к модернизации вооружения. В частности изобретается многозарядное нарезное стрелковое оружие, заряжаемое с казны. (Одним из первых образцов такого оружия стала винтовка Спенсера.) Появляются и первые образцы казнозарядной нарезной артиллерии; как следствие увеличивается скорострельность и дальность стрельбы огнестрельного оружия. Появляются пулемёты (сначала картечницы а затем и собственно пулемёты).
В ходе Англо-бурских войн уже начали применяться бронепоезда.
Во время Первой мировой войны была использована военная авиация и первые танк, а также химическое оружие. В войне на море также появляются новые виды оружия: морские мины и торпеды. Начинают применяться подводные лодки.

## Новейшее время

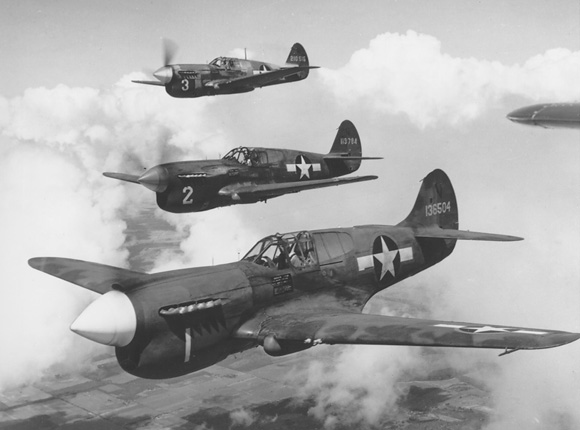
Американские истребители Кёртисс P-40

Происходит дальнейшее усовершенствование оружия. Особенно бурно этот процесс протекал во время Второй мировой войны. На сухопутных театрах военных действий решающую роль стали играть танки и авиация. Танки из средства поддержки пехоты превратились в бронетанковые войска, сыгравшие решающую роль во многих сражениях. Авиация окончательно разделилась на истребительную и бомбардировочную, штурмовую и разведывательную, а также на фронтовую и дальнюю. Причем бомбардировки (в том числе и мирных городов, находящихся далеко за линией фронта) стали иметь все большее значение. Из стрелкового оружия большую популярность получили автоматы. На море усилилась роль подводного флота. Важное значение приобрели авианосцы.
К этому периоду относится первое боевое применение ядерного оружия. Позже главным средством его доставки стали разнообразные ракеты.

### Ядерное оружие
Создание ядерного оружия началось в США (Манхэттенский проект) в сентябре 1943 года. К нему было привлечено множество выдающихся учёных-физиков, многие из которых являлись беженцами из Европы.
К лету 1945 американцам удалось построить 3 атомные бомбы, 2 из которых были сброшены на Хиросиму и Нагасаки, а третью испытали незадолго до этого.
Ядерная гонка
В первые годы после окончания второй мировой войны США были единственным «ядерным государством» в мире. Руководство США предполагало, что Советский Союз очень далёк от создания собственной бомбы.
Тем временем в СССР активнейшим образом велись разработки по созданию собственной атомной бомбы, для физиков создали все условия, чтобы максимально ускорить темп работ.
В США полагали, что у СССР не будет атомного оружия как минимум до середины 50-х, однако 29 августа 1949 работа советских физиков-ядерщиков закончилась успехом — бомбу РДС-1, взорванную в этот день, на Западе называли в честь Сталина: «Джо-1». Началась ядерная гонка.
Кроме атомной бомбы для испытания, в СССР к концу 1949 г. были изготовлены ещё две бомбы РДС-1, а в 1950 г. — ещё девять. К концу 1951 г. было изготовлено в общей сложности 29 атомных бомб РДС-1, в том числе первые три серийно изготовленные атомные бомбы. Однако все эти бомбы представляли собой экспериментальные устройства, а у СССР на тот момент не было средств доставки.
24 сентября 1951 г. прошли успешные испытания атомной бомбы типа РДС-2, было освоено их производство. На 1 января 1952 г. у СССР имелось 35 атомных бомб, 29 из которых были РДС-1 и 6 РДС-2. Эти бомбы СССР мог лишь теоретически доставить до США.
18 октября 1951 года первая советская авиационная атомная бомба (РДС-3 с ядерным зарядом «501-М») была впервые испытана путём сброса её с самолёта (Ту-4); её приняли на вооружение в 1954 году.
Вкладывались колоссальные средства в совершенствование качества оружия и увеличение его количества. Обе нации быстро приступили к разработке термоядерного оружия(США взорвали такое устройство 1 ноября 1952. Вновь удивив всех, Советский Союз произвёл термоядерный взрыв всего через 8 месяцев, при этом советская водородная бомба РДС-6с была полностью продуктом собственной разработки (так как шпионаж в США результатов не принёс), а самое главное — она была именно первой бомбой в габаритах бомбового отсека самолёта, а не стационарным сооружением размером с двухэтажный дом, как в США).
Активно велись разработки и по средствам доставки ядерного оружия, в первую очередь ими были стратегические бомбардировщики. В этой области США начали работать с явной форой, но появление реактивных самолётов-перехватчиков свело американское преимущество на нет. В начале 50-х ВВС США были представлены реактивные бомбардировщики B-47 и B-52, способные проникнуть в воздушное пространство СССР.
Во второй половине 50-х в СССР была разработана первая межконтинентальная баллистическая ракета (МБР) Р-7.

### Высокоточное оружие
Высокоточное оружие (оружие, как правило, управляемое, способное с заданной (и достаточно высокой) вероятностью поражать цель первым выстрелом (пуском) на любой дальности в пределах его досягаемости) стало результате продолжающейся научно-технической революции и, по мнению ряда военных специалистов, будет определять характер будущей войны — войны шестого поколения.
Появление в конце Второй Мировой ядерного оружия и его огромные возможности на какое-то время способствовали снижению интереса к управляемому вооружению (за исключением носителей ядерного оружия и средств защиты от них), в 40—50-х годах военные предполагали, что атомные бомбы являются «абсолютным» оружием будущих войн.
Вьетнамская война и ряд арабо-израильских конфликтов  показала, что управляемое вооружение стало неотъемлемой частью современной войны и армия, не обладающая современными системами высокоточного вооружения будет бессильна против высокотехнологичного противника. Ставшее невозмозможным массовое применение ядерного оружия (итогом его станет неминуемое взаимное гарантированное уничтожение) также подтолкнуло разработки данного вида вооружений.